# Немецкий язык в Намибии

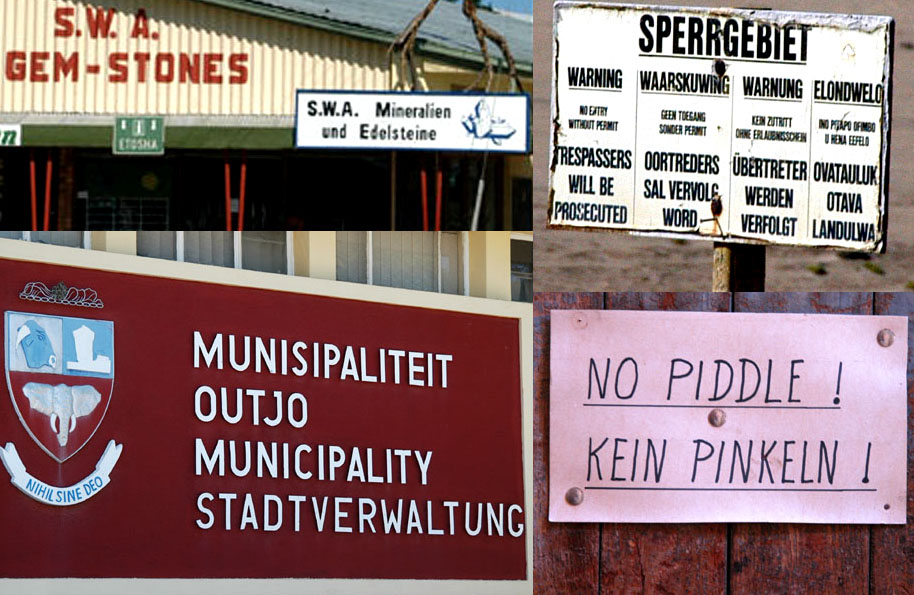
Многоязычные надписи и вывески в Намибии

Немецкий язык в Намибии признан одним из национальных языков наряду с африкаанс, гереро, ошивамбо и английским (последний сегодня является официальным языком Намибии), а также языком межнационального общения. В некоторых частях страны немецкий является более распространённым, чем африкаанс и английский, несмотря на то что последний имеет статус единственного официального языка страны.
Сегодня немецкий распространён в южной и центральной части Намибии, а до 1990 года был официальным языком бывшей Юго-Западной Африки. Немецкий является родным примерно для 32 тысяч немецких намибийцев (по сообщению намибийской Allgemeine Zeitung, намибийцев немецкого происхождения, говорящих на языке кюхендойч, а также детей из Намибии, выросших в ГДР, насчитывается не более 22 тысяч человек). Ещё несколько сотен человек владеют немецким как вторым языком. В общей сложности владеющих немецким языком на территории Намибии около 2 % от общего населения.
Такое положение немецкого языка объясняется его сходством с африкаанс, он необходим для коммуникаций в различных частях страны, развития туризма. Часто в Намибии можно встретить немецкие названия городов, мест, вещей и т. д. Некоторые исследователи немецкого языка в Намибии считают, что он подвержен исчезновению.